# Суперкубок России по гандболу среди женщин
Суперкубок России по гандболу среди женских команд — трофей, который разыгрывается в начале каждого сезона между чемпионом России прошлого сезона и обладателем Кубка России прошлого сезона. Если чемпионом и обладателем Кубка является одна и та же команда, то в матче за Суперкубок с чемпионом играет финалист Кубка. Розыгрыш трофея проводится Федерацией гандбола России и состоит из одного матча. Впервые трофей был разыгран в 2014 году. В настоящее время титульным спонсором турнира является букмекерская контора «Олимп», сменив в 2018 году социальную сеть «ВКонтакте».

## Регламент
Ежегодно для турнира разрабатываются приложения,
которые утверждаются Исполкомом ФГР и содержат состав участников,
систему, дату и место проведения соревнований, списки судей на площадке и
судей-инспекторов.
За Суперкубок проводится всего одна игра до победы одной из команд. Если клубы сыграли вничью, победителя определяют по результату дополнительного игрового времени. Оно включает в себя два тайма по пять минут с одноминутным перерывом. Если после этого счёт остался равным, назначается второе дополнительное время, оно также включает два тайма по пять минут с минутным перерывом. После которого, если ситуация не изменилась, назначают серию семиметровых штрафных бросков.
Победитель награждается переходящим кубком и получает звание «Обладатель Суперкубка России по гандболу N года». Обеим командам вручаются памятные доски.

## Список матчей за Суперкубок России
Бледно-синим выделены чемпионы России предыдущего сезона
| Сезон | Победитель     | Финалист      | Счёт          | Место проведения | Статистика/видео |
| ----- | -------------- | ------------- | ------------- | ---------------- | ---------------- |
| 2014  | Звезда         | Динамо-Синара | 32:27 (18:12) | Астрахань        |                  |
| 2015  | Ростов-Дон     | Лада          | 27:17 (17:8)  | Тольятти         |                  |
| 2016  | Ростов-Дон (2) | Астраханочка  | 34:23 (21:9)  | Ростов-на-Дону   |                  |
| 2017  | Ростов-Дон (3) | Кубань        | 32:22 (14:11) | Ростов-на-Дону   | подробнее        |
| 2018  | Ростов-Дон (4) | Кубань        | 32:22 (13:8)  | Краснодар        | подробнее        |
| 2019  | Ростов-Дон (5) | Лада          | 29:22 (16:8)  | Тольятти         | подробнее        |
| 2020  | Ростов-Дон (6) | ЦСКА          | 27:20 (16:9)  | Ростов-на-Дону   |                  |
| 2021  | Ростов-Дон (7) | ЦСКА          | 25:23 (12:11) | Москва           |                  |
| 2022  | ЦСКА           | Ростов-Дон    | 31:27 (15:11) | Москва           |                  |
| 2023  | ЦСКА (2)       | Лада          | 29:24 (14:10) | Кемерово         |                  |
| 2024  | ЦСКА (3)       | Ростов-Дон    | 32:30 (17:13) | Москва           |                  |